# Gare de Dole-Ville
Gare de Dole-Ville vasútállomás Franciaországban, Dole településen.

## Vasútvonalak
Az állomást az alábbi vasútvonalak érintik:
- Dijon–Vallorbe-vasútvonal
- Chagny–Dole railway line
- Dole–Belfort-vasútvonal

## Kapcsolódó állomások
A vasútállomáshoz az alábbi állomások vannak a legközelebb:
- Gare d’Auxonne (Dijon–Vallorbe-vasútvonal)
- Gare d’Orchamps (Dole–Belfort-vasútvonal)
- Gare de Montbarrey (Dijon–Vallorbe-vasútvonal)